# معهد ماكس بلانك لأبحاث الفحم

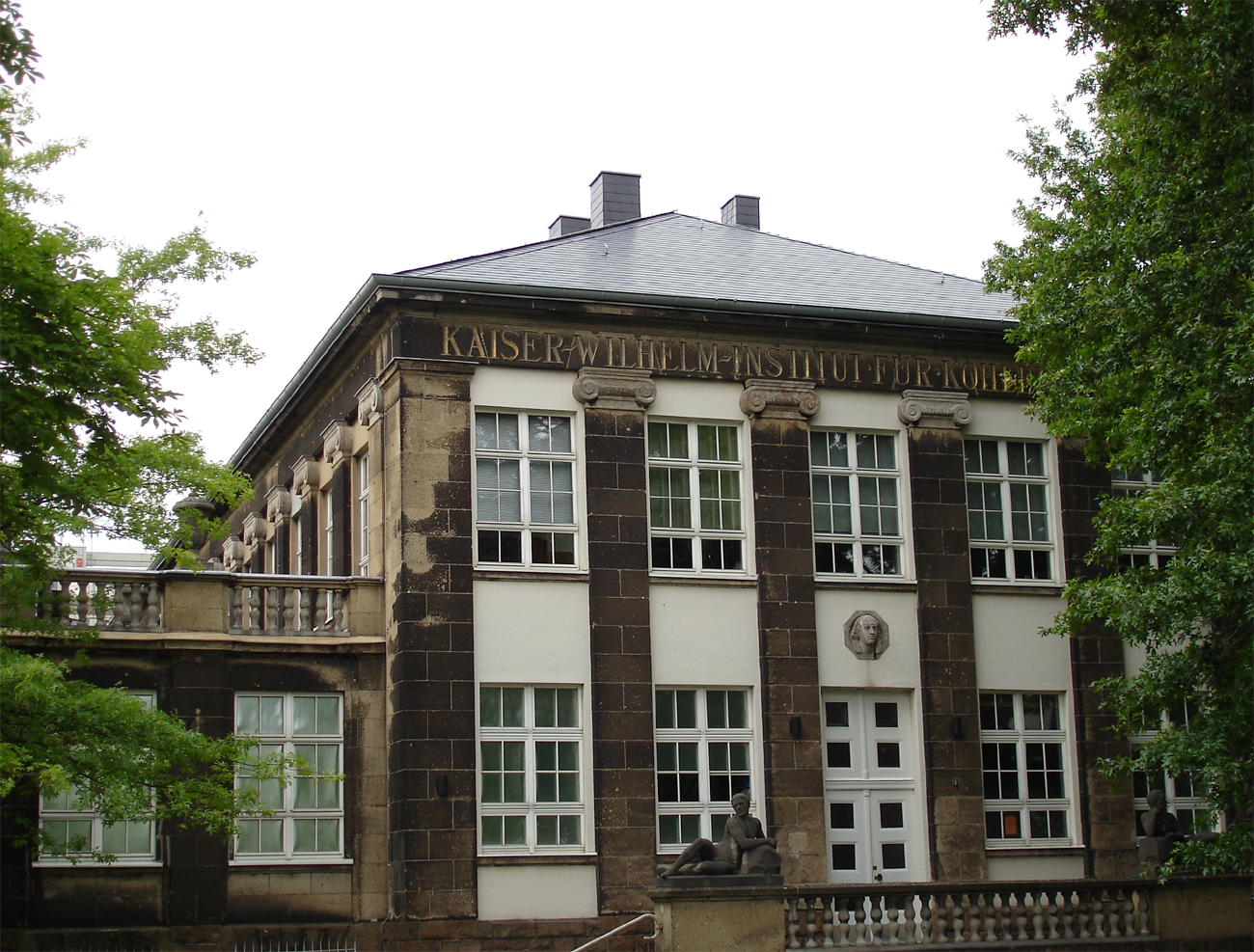
واجهة القسم القديم والتاريخي من المعهد

معهد ماكس بلانك لأبحاث الفحم (بالألمانية: Max-Planck-Institut für Kohlenforschung) هو معهد أبحاث علمية في مدينة مولهايم على الرور في ولاية شمال الراين - وستفاليا في ألمانيا. يتركز البحث في هذا المعهد على تطوير أنواع انتقائية من الحفازات. بخلاف بقية معاهد ماكس بلانك الأخرى التي تعد قانونياً أجزاء غير مستقلة من جمعية ماكس بلانك الأم فإن معهد ماكس لأبحاث الفحم يعد مؤسسة ذات نفع عام ومستقلة يصنف قانونها تحت إطار القانون الخاص. هدف هذه المؤسسة هو تسخير الأبحاث العلمية حول الفحم للصالح العام. أعضاء هذه المؤسسة هم جمعية ماكس بلانك، وبلدية مدينة مولهايم، وجمعية مناجم الفحم في ألمانيا.

## التاريخ
تأسس المعهد عام 1912 تحت اسم معهد القيصر فيلهلم لأبحاث الفحم Kaiser-Wilhelm-Institut für Kohlenforschung وجرى الافتتاح في 27 يوليو 1914. كان أول مدير للمعهد فرانتس فيشر والذي اكتشف مع هانز تروبش طريقة فيشر-تروبش والتي من خلالها يمكن الحصول على هيدروكربونات سائلة من الفحم تحت الضغط العادي كبديل اصطناعي للنفط. تم تسجيل هذه الطريقة تحت براءة اختراع ولا تزال هذه الطريقة مستعملة في بعض الدول مثل ماليزيا وجنوب أفريقيا.
تولى كارل تزيغلر إدارة المعهد عام 1943 والذي أصبح تابعاً لجمعية ماكس بلانك بعد انتهاء الحرب العالمية الثانية وتغير اسمه إلى معهد ماكس بلانك لأبحاث الفحم عام 1948.

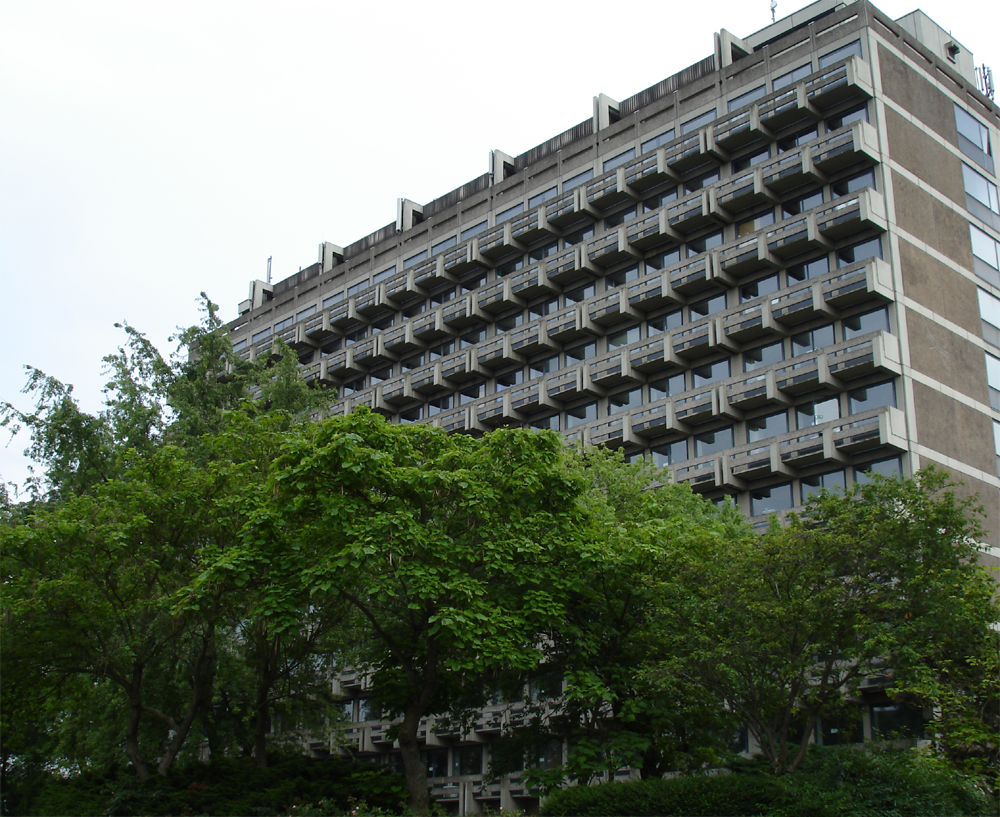
مخابر المعهد

حاز تزيغلر على براءة اختراع عام 1953 لاكتشافه طريقة تحفيز لتحضير بولي إثيلين عالي الوزن الجزيئي، والتي قامت شركة هوكست Hoechst بشراء حقوقها، والتي جلبت في وقت من الأوقات حوالي 200,000 مارك ألماني يومياً. على هذا الأساس تمكن المعهد من تمويل نفسه بشكل كامل تقريباً حتى تسعينيات القرن الماضي. نال تزيغلر جائزة نوبل في الكيمياء عام 1963.
من ضمن براءات الاختراع الأخرى المكتشفة ضمن أرجاء هذا المعهد براءة اختراع لنزع الكافايين من القهوة وذلك عام 1970.

## الأقسام
يتكون معهد ماكس بلانك لأبحاث الفحم من خمسة أقسام رئيسية
- قسم الاصطناع العضوي تحت إدارة مانفريد رييتس.
- قسم التحفيز المتجانس تحت إدارة بنيامين ليست.
- قسم التحفيز غير المتجانس تحت إدارة فيردي شوت.
- قسم الكيمياء العضوية المعدنية تحت إدارة ألويس فورستنر.
- قسم الأبحاث النظرية تحت إدارة فالتر تيل.

بالإضافة إلى قسم يشمل الأقسام الفرعية حسب الأجهزة التحليلية المختلفة.

## وصلات خارجية
- موقع المعهد
- الأبحاث المنشورة من المعهد بين عامي 2002 و2005

## اقرأ أيضا
- معهد ماكس بلانك لبحوث الفحم

‌